# Santuario de Rocamadour

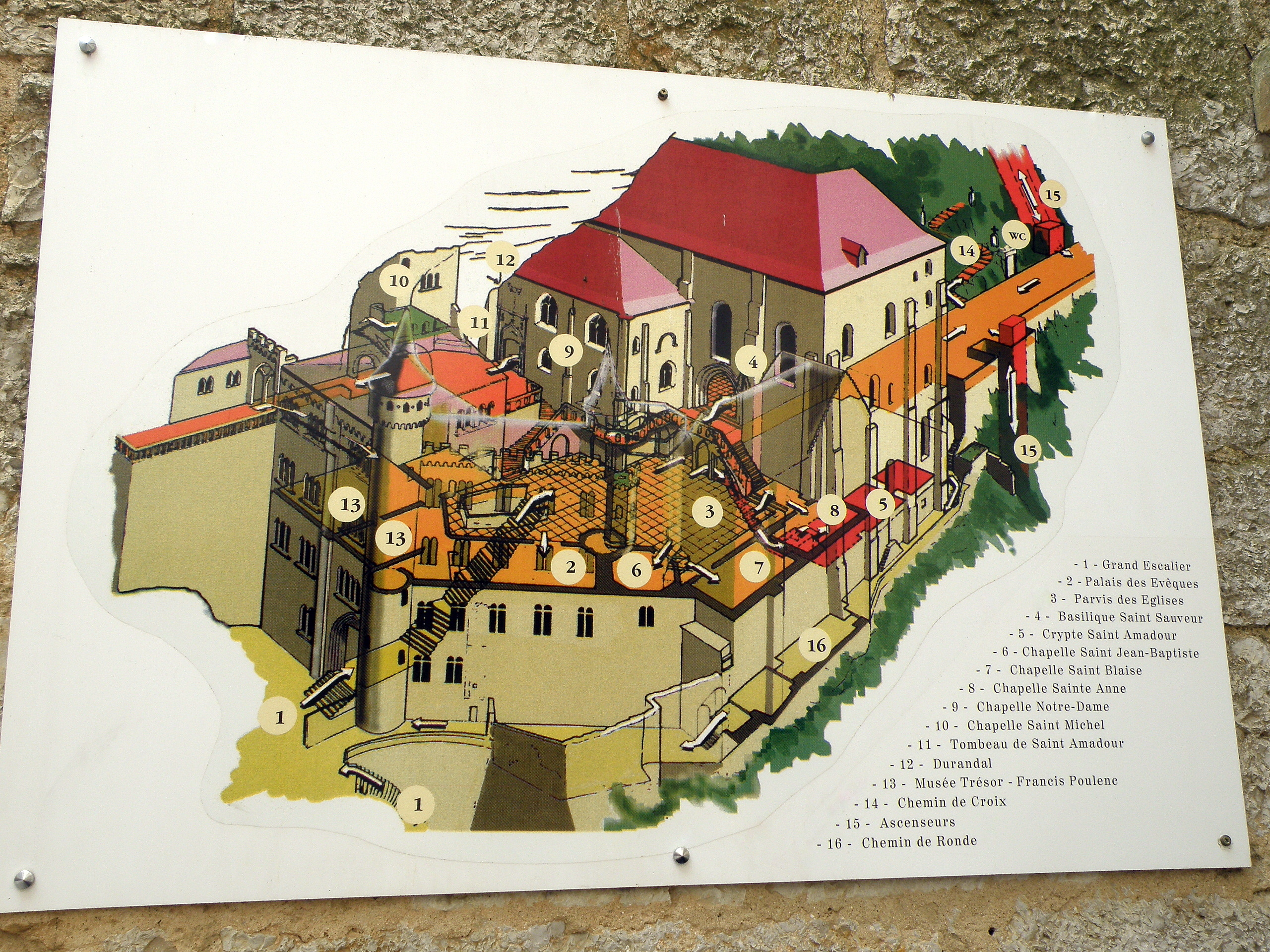
Plano del Santuario de Rocamadour

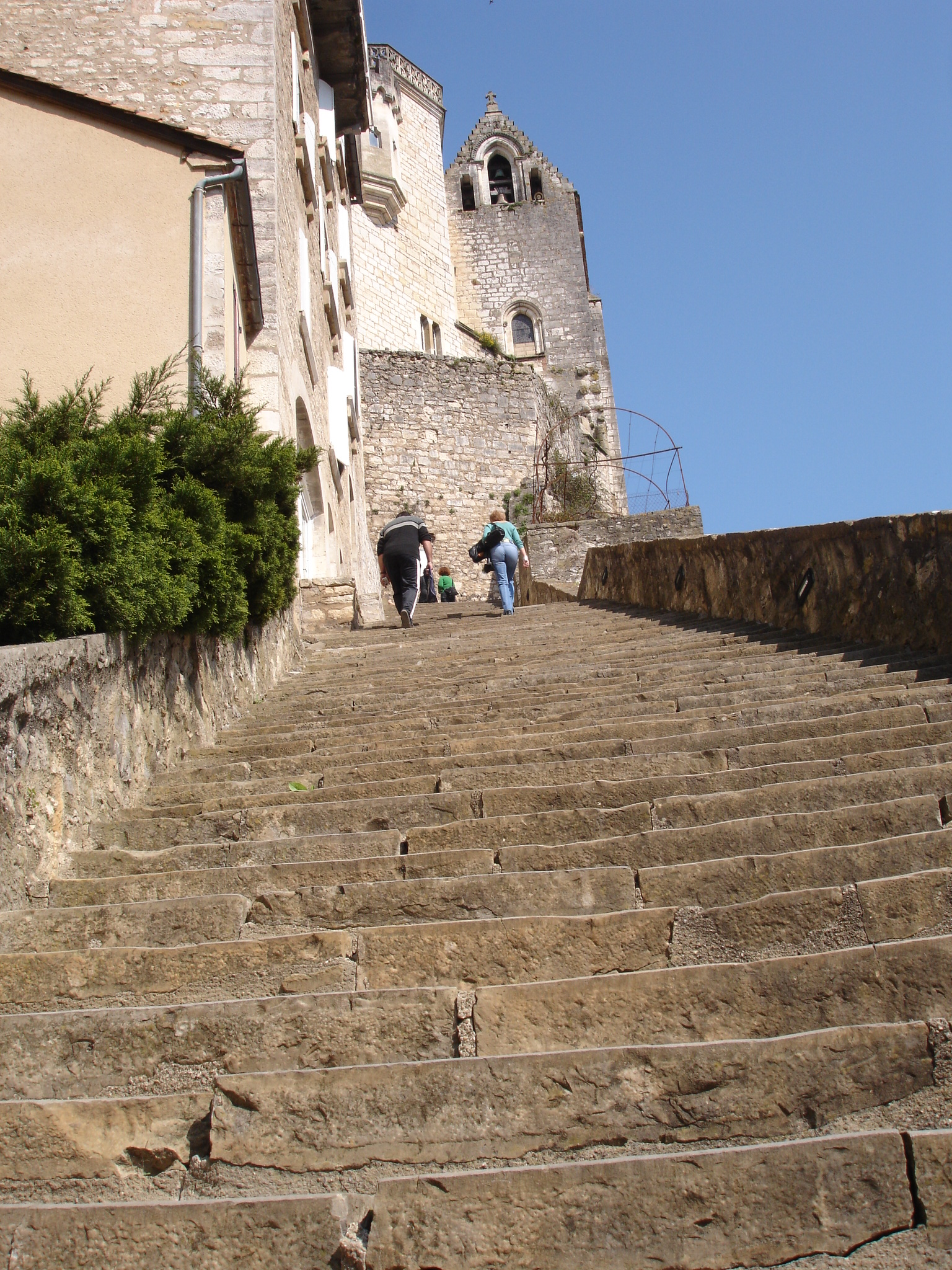
Escalera del Santuario

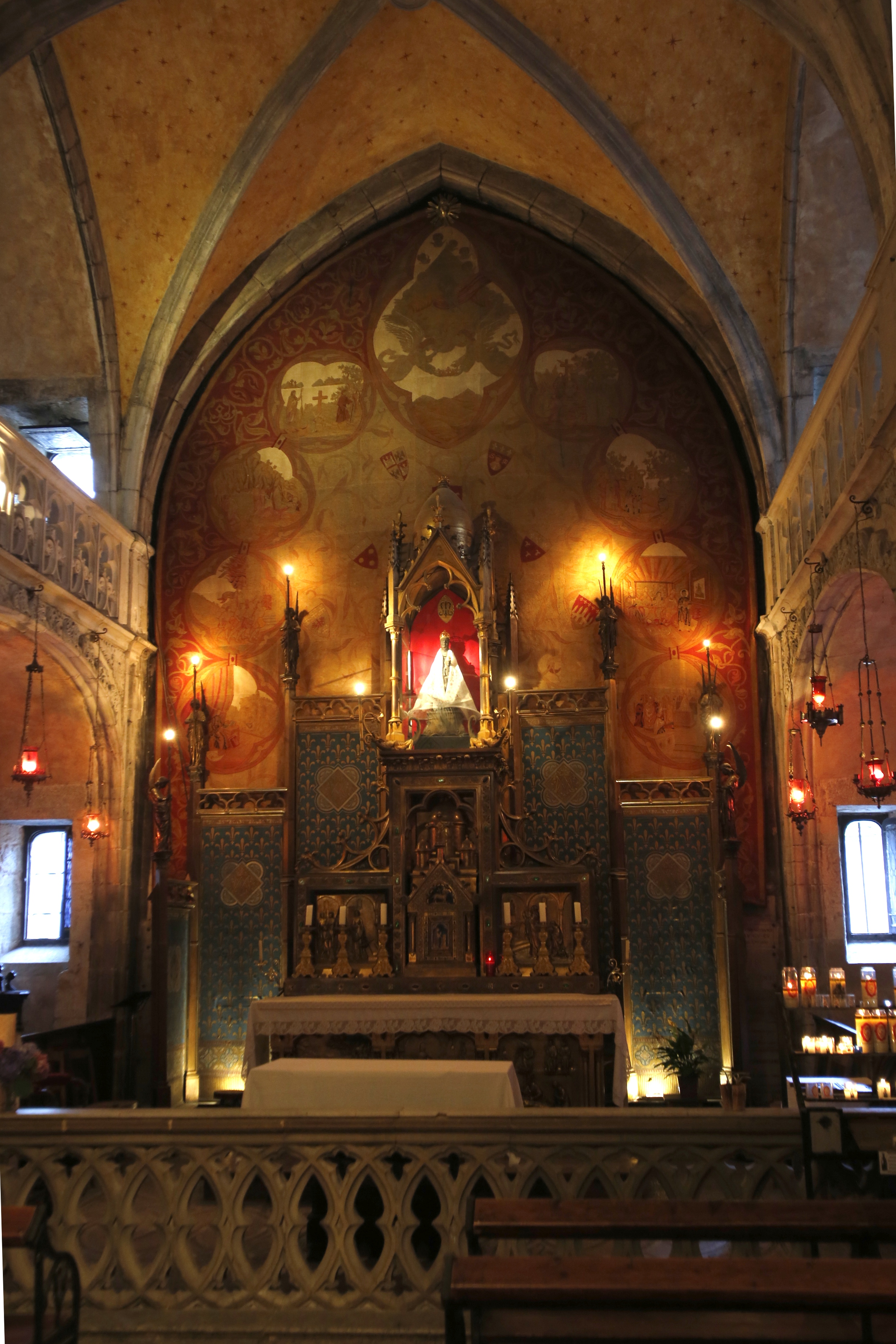
Capilla de Nuestra Señora en el Santuario de Rocamadour

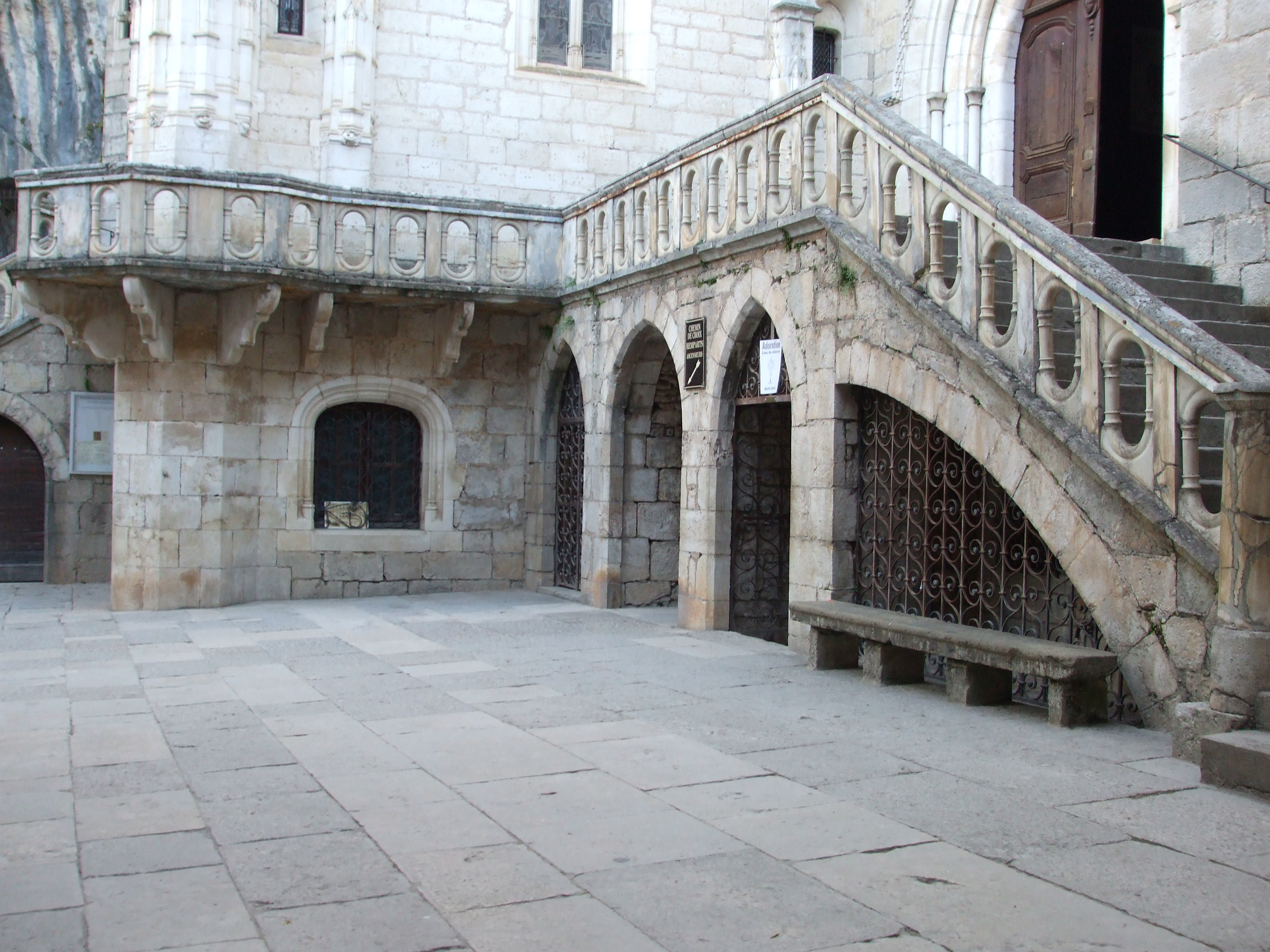
Cripta de San Amador

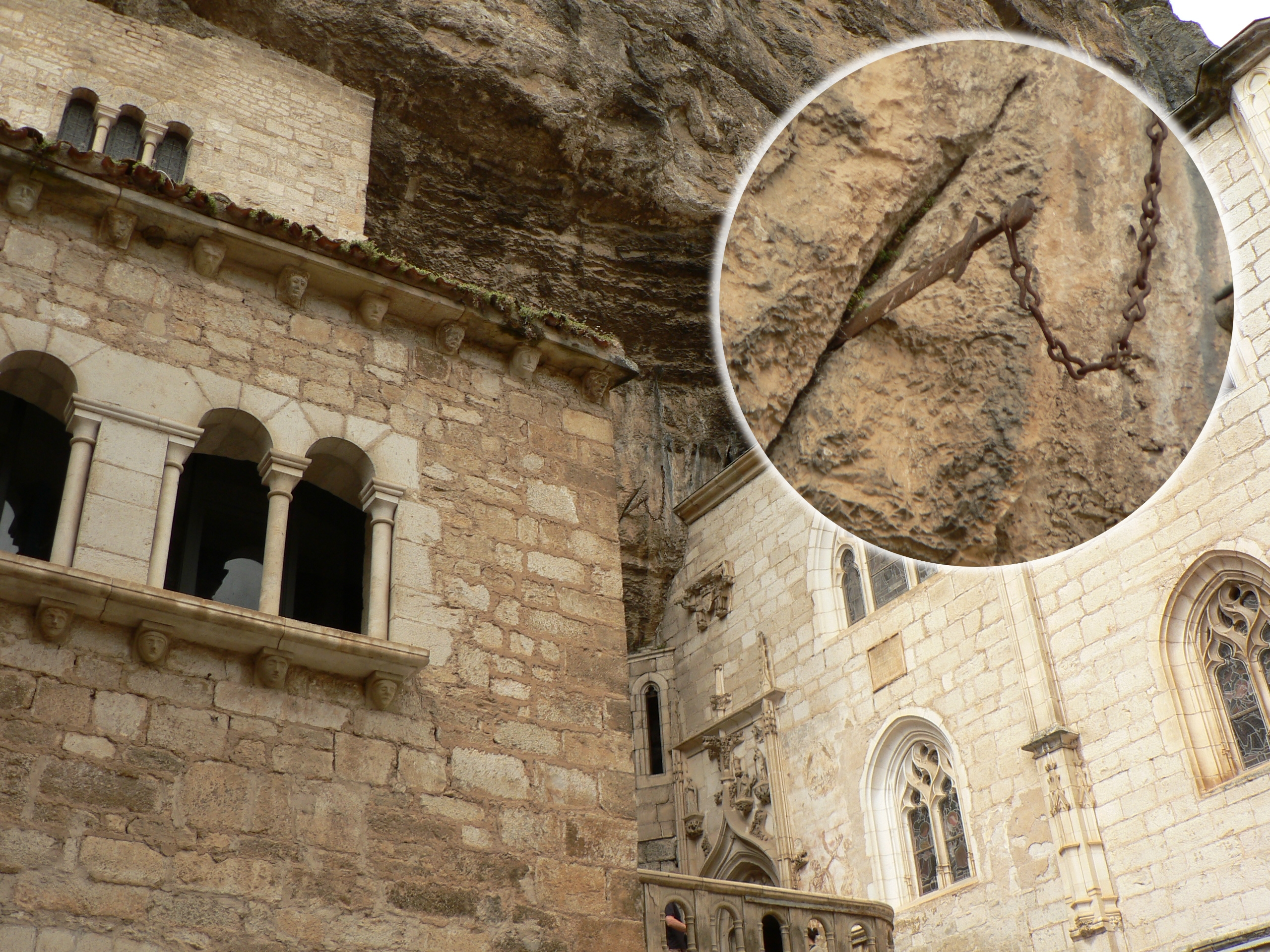
La espada considerada Durandal

El Santuario de Rocamadour o de Rocamador es un conjunto religioso mariano que se encuentra junto al pueblo de Rocamadour en Lot, Francia. Construido en sucesivas etapas desde el siglo XI, la mayor parte de sus edificios religiosos datan del siglo XII. 
La escalera de acceso tiene doscientos dieciséis peldaños, que los antiguos peregrinos subían de rodillas. Subiendo la escalinata se accede a un patio alrededor del cual están la basílica de San Salvador y siete capillas, una de las cuales alberga la imagen de Nuestra Señora de Rocamadour (una Virgen Negra del siglo XII). El santuario celebró su milenio en 2013.
La cripta de la basílica guarda las reliquias de San Amador, encontradas en 1166. De estilo románico, consta de una sola nave y en la restauración de 1858, dirigida por el padre Chevalt, apenas sufrió alteraciones.
Según la leyenda, la espada que apareció inscrustada en las rocas sería Durandal, puesta por el propio Roldán para que no cayese en manos de sus enemigos. Roldán partió de Rocamadour para atravesar los Pirineos, pero murió en Roncesvalles (resultando improbable la veracidad de esta leyenda).
Desde las restauración del Santuario, la semana mariana de septiembre es una celebración importante para los cristianos de los alrededores.  

## Festividades del Santuario

### En julio
- Festividad de Santiago Apóstol
- Festividad de Santa Ana.

### En agosto
- Festividad de la Transfiguración del Señor.
- Festividad de la Asunción de la Virgen.
- Festividad de San Amador.